# パーネ・カラザウ

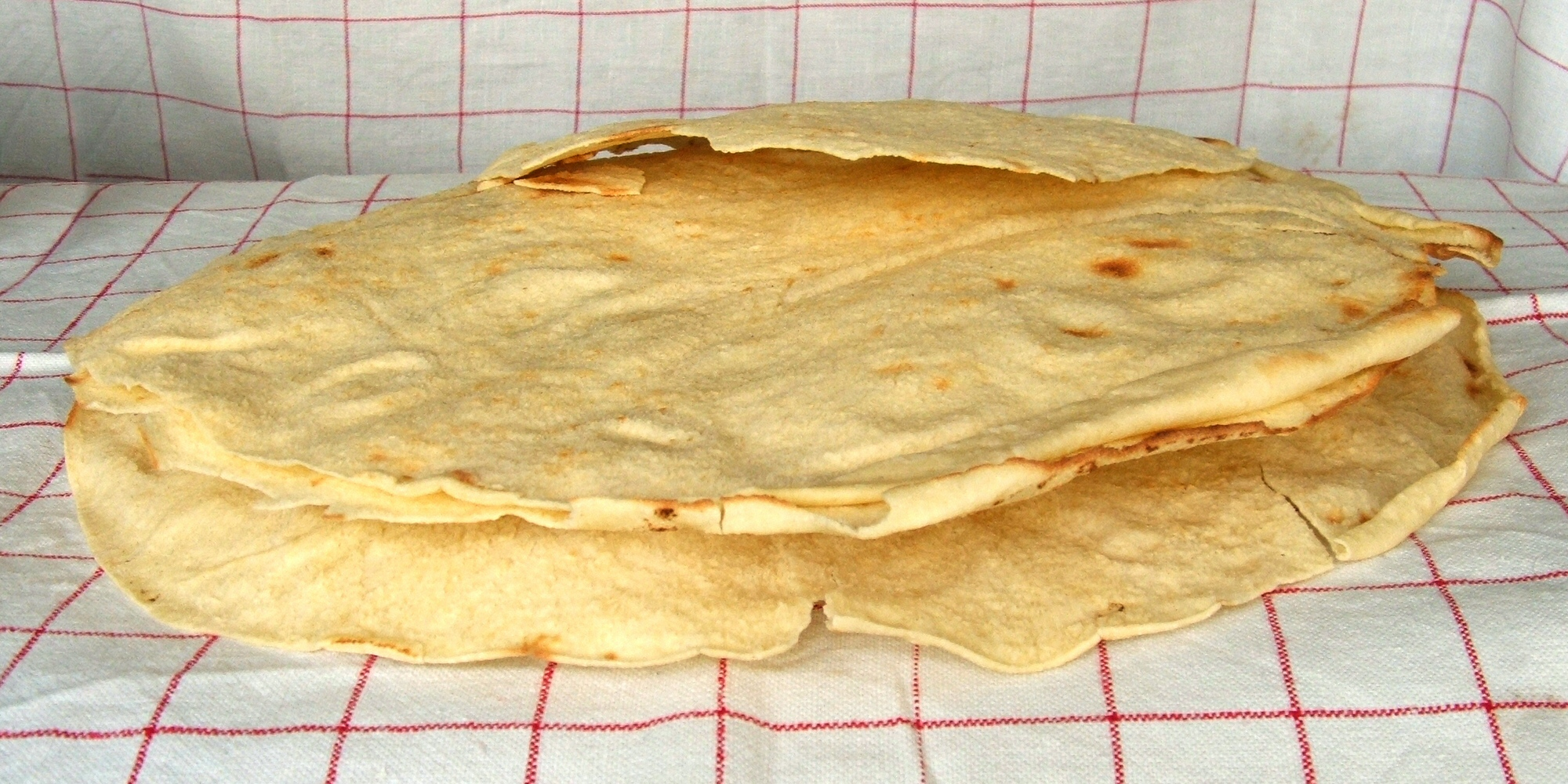
パーネ・カラザウ

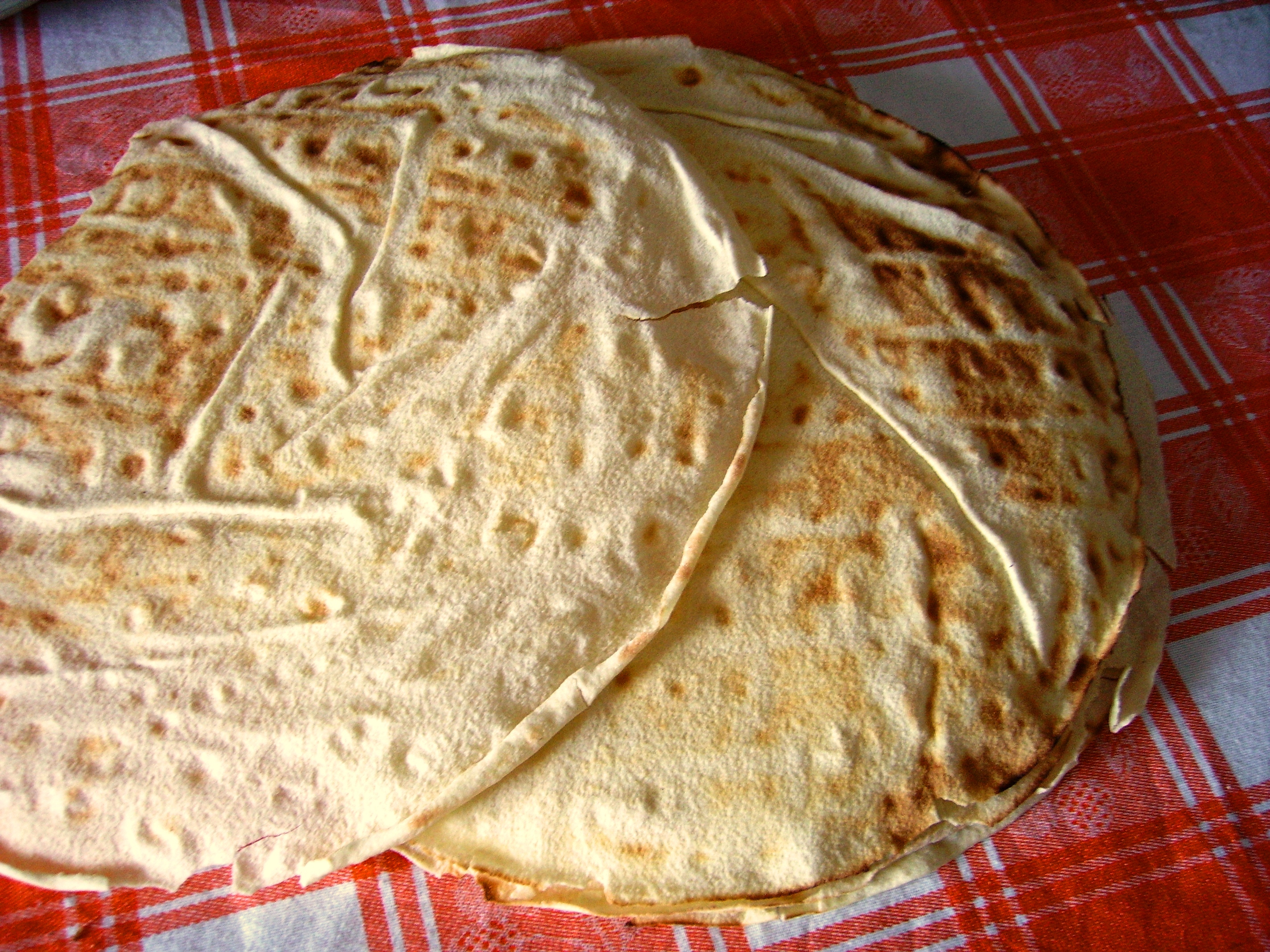
パーネ・カラザウ

パーネ・カラザウ（伊: pane carasau）はサルデーニャの伝統的なパンである。別名をカルタ・ダ・ムジカ（carta da musica、「楽譜」の意）という。

## 概要
パーネ・カラザウは、通常、直径50cm程度で半円状で薄い。 パン生地をごく薄い円形にのばして焼くと、大きいピタのような、中が空洞になった平たいパンができる。それを横二つに切って、再度焼く。パーネ・カラザウは乾いた状態なら最大1年保存できる。
パーネ・カラザウの歴史はとても古く、数ヶ月家を離れて放牧場で働く羊飼いによって作り出された。
パーネ・カラザウはそのままか、水、ワイン、またはソースでしめらせ、やわらかくして食べる。 羊飼いはパーネ・カラザウを皿のようにしておかずをのせて食べることもある。乾いたパーネ・カラザウは砕いてパスタや米のようにスープに入れて煮たり、マッツァー粉のように粉にして、小麦粉の代用とすることもできる。砕いたパーネ・カラザウを油で揚げて、塩味や甘いフリッターを作ることもある。最近では、オリーブ・オイルと塩を少量ふりかけてオーブンで焼いた、ブルスケッタのような食べ方に人気が出ている。パーネ・カラザウをブイヨンでもどして上にトマトソースをのばし、ポーチドエッグをのせると、パーネ・フラッタウ（pane frattau）と呼ばれる。果物やホイップクリーム、蜂蜜をかけてデザートとして食べることもある。